# Jamal Joseph

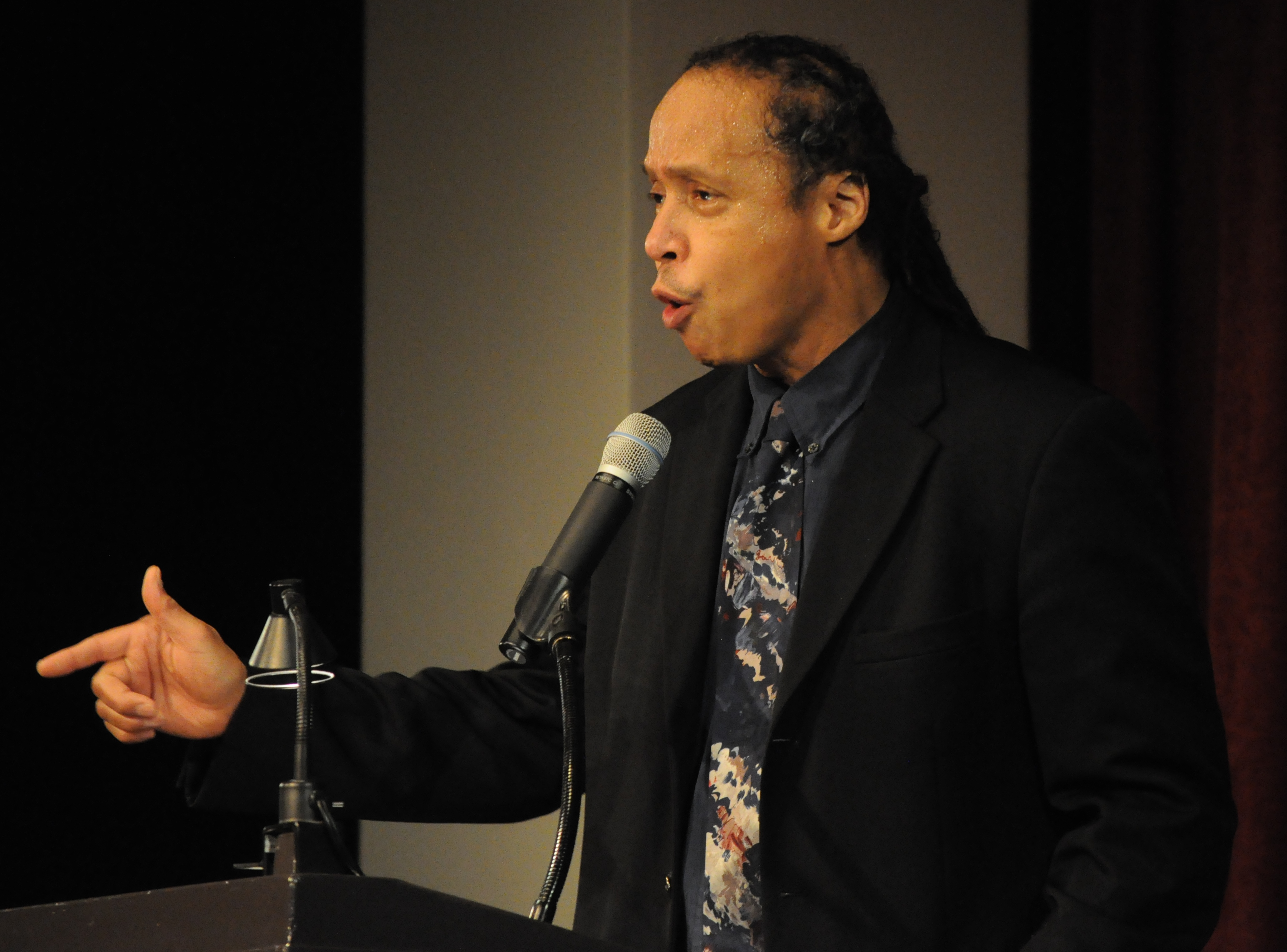
Jamal Joseph, 2012

Jamal Joseph (* ca. 1953 als Edward Joseph) ist ein US-amerikanischer Drehbuchautor, Regisseur, Filmproduzent und Professor. Bekannt wurde er auch als früherer Aktivist der Black Panther Party.

## Leben
Joseph wuchs in den späten 1960er Jahren in der Bronx auf und schloss sich als Teenager der Black Panther Party an. Im Alter von 16 Jahren stand er erstmals vor Gericht, wurde jedoch vom Vorwurf der Verschwörung freigesprochen. 1981 wurde Joseph wegen Beihilfe zu einem Raubüberfall auf einen Geldtransport, bei dem zwei Polizeibeamte und ein Wachmann getötet wurden, zu zwölf Jahren Haft verurteilt. Während seiner Inhaftierung beendete er seine Schulausbildung, erwarb zwei Hochschulabschlüsse und schrieb mehrere Theaterstücke. Nach fünfeinhalb Jahren wurde er freigelassen. In den 1990er Jahren begann er zunächst als Kurzfilmregisseur zu arbeiten, schrieb dann auch Drehbücher und arbeitete ab den 2000er Jahren auch als Filmproduzent. Seit 1998 ist er Professor an der Columbia University.
Für den Musikfilm Der Klang des Herzens produzierte er zusammen mit Charles Mack den Titel Raise It Up, der 2008 in der Kategorie Bester Song für den Oscar nominiert war. Zudem schrieb und interpretierte er für den Film den Titel Harlem Streetz.
2020 sprach der ehemalige Black-Panther-Aktivist Joseph nach der weltweit beachteten Polizeigewalt gegen Afroamerikaner und den darauffolgenden Massenprotesten über den Rassismus der amerikanischen Polizei und empfahl Lehren aus der Geschichte der Protestbewegungen zu ziehen.

## Filmografie (Auswahl)

### Regie
- 1993: Whatcha Gonna Do About Hate?
- 1994: Heal the Rainbow
- 1994: Master Your Future
- 1997: Drive by: A Love Story (auch Drehbuch)
- 1997: Kayla’s Story
- 2002: Hughes’ Dream Harlem (auch Drehbuch)
- 2006: 30 Days (auch Produktion)
- 2010: Harlem Is… Music (auch Drehbuch, Produktion)
- 2011: Harlem Is… Gospel (auch Produktion)

### Drehbuch
- 1996: New York Undercover (Episode:Bad Blood)
- 1996: The Many Trials of Tammy B
- 2000: Ali: An American Hero
- 2005: Das Spiel des Lebens (Knights of the South Bronx)

### Produktion
- 2003: A-Alike
- 2007: Baba King
- 2007: Lifted
- 2012: The Savoy King: Chick Webb & the Music That Changed America
- 2014: Finding the Prospers

### Musik
- 2007: Der Klang des Herzens ( August Rush)

## Autobiografie
- Panther Baby: A Life of Rebellion and Reinvention. Algonquin Books of Chapel Hill, 2012. ISBN 978-1-61620-126-5.